# Vương Phượng (Tây Hán)
Vương Phượng (giản thể: 王凤; phồn thể: 王鳳; bính âm: Wáng Fèng, ?-22 TCN) là đại thần nhà Tây Hán trong lịch sử Trung Quốc. Ông là ngoại thích làm phụ chính 11 năm dưới thời Hán Thành Đế.

## Thân thế
Vương Phượng tên tự là Hiếu Khanh. Ông là dòng dõi Điền An thời Hán Sở, người được Hạng Vũ phong làm Tế Bắc vương. Tế Bắc vương bị Tề vương Điền Vinh tiêu diệt nhưng dòng dõi vẫn ở lại nước Tề. Vì Điền An đã làm "vương" nên người nước Tề vẫn gọi là "vương gia", con cháu lấy Vương làm họ.
Ông nội Vương Phượng là Vương Hạ từng làm Tú y nội sử thời Hán Vũ Đế. Cha Vương Phượng là Vương Cấm giữ chức Đình uý sử. Vương Cấm có người con gái là Vương Chính Quân là hoàng hậu của Hán Nguyên Đế. Vương Phượng là em trai của Chính Quân. Nhờ thân thế ngoại thích, ông được vào làm quan trong triều.

## Đại thần nhà Hán

### Thăng tiến
Năm 48 TCN, Vương Chính Quân được phong hoàng hậu. Năm 42 TCN, Vương Phượng được phong làm Dương Bình hầu.
Năm 36 TCN, ông được phong làm Thị trung vệ uý.
Năm 33 TCN, Nguyên đế mất, con là Thành Đế lên thay, Vương hoàng hậu trở thành Hoàng thái hậu. Vương Phượng được phong làm Đại Tư mã, coi việc Thượng thư. Ông trở thành quan phụ chính đại thần của nhà Tây Hán.
Dựa vào thế lực của Thái hậu, từ đó Vương Phượng và các anh em họ Vương tất cả bảy người chuyên quyền, chia nhau nắm giữ các chức vụ quan trọng trong triều đình nhà Hán. Hán Thành đế không có thực quyền trên ngai vàng.

### Đuổi Lưu Khang
Thành Đế chơi bời, ham tửu sắc, cơ thể suy nhược, không sinh được con. Vì vậy vua chọn người em là Định Đào vương Lưu Khang làm người kế vị. Thành Đế hậu đãi và gần gũi Lưu Khang khiến anh em Vương Phượng không yên tâm. Ông lo sợ sau này Lưu Khang lên ngôi sẽ tước quyền của họ Vương, do đó ông tìm cách đẩy Định Đào vương ra khỏi kinh thành.
Năm 24 TCN, nhân có nhật thực, Vương Phượng nói với Hán Thành Đế:
Định Đào vương tuy là thân thích nhưng lẽ phải ở nước phong, nay cứ ở mãi kinh sư là điều khác thường, do đó Trời cảnh báo. Nên cho vương về nước
Thành Đế buộc phải nghe theo, cho Lưu Khang trở về Định Đào. Một viên quan trong triều là Vương Chương vốn tính cương trực, bất mãn về việc đó, liền vào tâu với Thành Đế, vạch tội Vương Phượng mượn nhật thực để đuổi Lưu Khang và kể nhiều tội trạng chuyên quyền của ông và đề cử người khác làm phụ chính.
Vương Phượng có thủ hạ trong triều rất đông, báo lại việc Vương Chương. Vương Phượng bèn tuyệt thực để gây áp lực với Thành Đế, Vương thái hậu cũng tuyệt thực theo để ủng hộ. Thành Đế đành phải xin lỗi Vương Phượng và Thái hậu là mình "làm việc không sáng suốt". Theo ý của Thái hậu và Vương Phượng, Thành Đế hạ lệnh bắt Vương Chương vào ngục và giam đến chết.

### Bãi phong Lưu Hâm
Vương Phượng quyết định toàn bộ việc triều chính của Thành Đế, kể cả những việc nhỏ vua Hán cũng không được quyết.
Hán Thành Đế thấy con trai Quang lộc đại phu Lưu Hướng là Lưu Hâm có tài, bèn triệu vào cung sát hạch và rất ngưỡng mộ. Thành Đế quyết định phong cho Lưu Hâm làm Trung thường thị, đã chuẩn bị mũ áo làm lễ phong thì cận thần - số đông là thủ hạ của họ Vương - tâu rằng phải xin ý kiến Vương Phượng trước.
Thành Đế đành nghe theo, triệu ông đến. Vương Phượng lắc đầu nói rằng Lưu Hâm không đạt, nên việc phong chức bị bãi bỏ. Thành Đế không dám làm trái ý ông.

### Đề cử Vương Mãng
Năm 22 TCN, Vương Phượng lâm bệnh mất. Ông làm quan trong triều đình nhà Hán 20 năm, làm phụ chính đại thần 11 năm, được đặt tên thuỵ là Kính Thành.
Do khi ốm nặng, ông được người cháu gọi bằng chú là Vương Mãng – con người anh là Vương Mạn đã mất sớm - tận tình chăm sóc nên Vương Phượng rất cảm động. Trước khi qua đời, ông đã nói với Vương thái hậu và Hán Thành Đế quan tâm tới Vương Mãng. Vương Phượng mất, Hán Thành Đế bèn phong cho Vương Mãng làm Hoàng môn lang. Đó chính là bước khởi điểm cho sự nghiệp đế vương của Vương Mãng 30 năm sau.